# Кузембаева, Сара Адильгиреевна
Сара Адильгиреевна Кузембаева (каз. Сара Әділгерейқызы Күзембаева; 24 марта 1937, ныне с. Иргели, Карасайский район, Алматинской области Казахстана) — казахский советский музыковед. Доктор искусствоведения (2007). Педагог, профессор (1996). Член-корреспондент Национальной академии наук Республики Казахстан. Заслуженный деятель Казахстана в области образовании. Лауреат Государственной премии им. Ч .Валиханова (2009)

## Биография
Выпускница историко-теоретического факультета Алма-атинской консерватории 1961 года. Ученица по классу теории музыки Н. Ф. Тифтикиди.
В 1960—1962 годах — преподаватель Казахского женского педагогического института, в 1961—1965 годах — преподаватель кафедры теории музыки, с 1984 г. — доцент кафедры гармонии и сольфеджио, проректор по научной работе Алма-атинской консерватории. Преподаватель Аркалыкского государственного педагогического института (1993—1999), заведующая кафедрой там же (2005—2009).
В 1964 году под руководством И. И. Дубовского окончила в Алма-Ате аспирантуру. В 2007 году стала доктором искусствоведения.
В 1972 году защитила кандидатскую диссертацию на тему «Ладогармоническая основа ранних опер Е. Г. Брусиловского».
С 1965 года работала младшим, а с 1974 года — старшим научным сотрудником Института литературы и искусства АН Казахской ССР им. М. О. Ауэзова. Профессор кафедры музыки и теории.

## Научная деятельность
Исследовательские работы С. Кузембаевой, в основном, посвящены истории и теоретическим проблемам казахской оперы. Она автор более 100 научных публикаций, в том числе трёх монографий.
С. Кузембаевой принадлежат теоретические работы о казахской народной и профессиональной музыке, в том числе:
- «О ладовой структуре песен Жибек» («Известия АН КазССР», 1968, № 5),
- «Драматургическая роль народных песен в ранних операх Брусиловского» («Материалы научной конференции молодых учёных АН КазССР». Алма-Ата, 1968),
- «О гармонической природе казахского мелоса» («Вестник АН КазССР», 1969, № 7),
- «Первая казахская радиоопера» («МЖ», 1974, № 18),
- «Каждый день и вся жизнь» (очерк о творчестве Г. А. Жубановой, в кн.: Счастливая судьба. Алма-Ата, 1975),
- «Многогранный талант» (к 70-летию А. К. Жубанова, «Вестник АН КазССР», 1976, № 7),
- Композитор К. X. Кужамьяров. Алма-Ата, 1973;
- Национальные черты гармонии в казахской музыке. Алма-Ата, 1976.

Подготовила учебник «Сольфеджио». Алма-Ата, 1967;

## Награды
- Медаль «За трудовое отличие» (Казахстан) (2004)
- Почётный диплом Академии наук Казахской ССР;
- Диплом Верховного Совета Казахской ССР ;
- Диплом Министерства культуры и образования Республики Казахстан;
- звание «Лучший в системе образования Казахстана» (1997);
- Государственная премия им. Ч. Валиханова (2009);
- Заслуженный деятель Казахстана в области образовании (2010).
- Указом Президента Республики Казахстан от 29 ноября 2019 года награждена орденом «Курмет».[1]